# Lampris guttatus

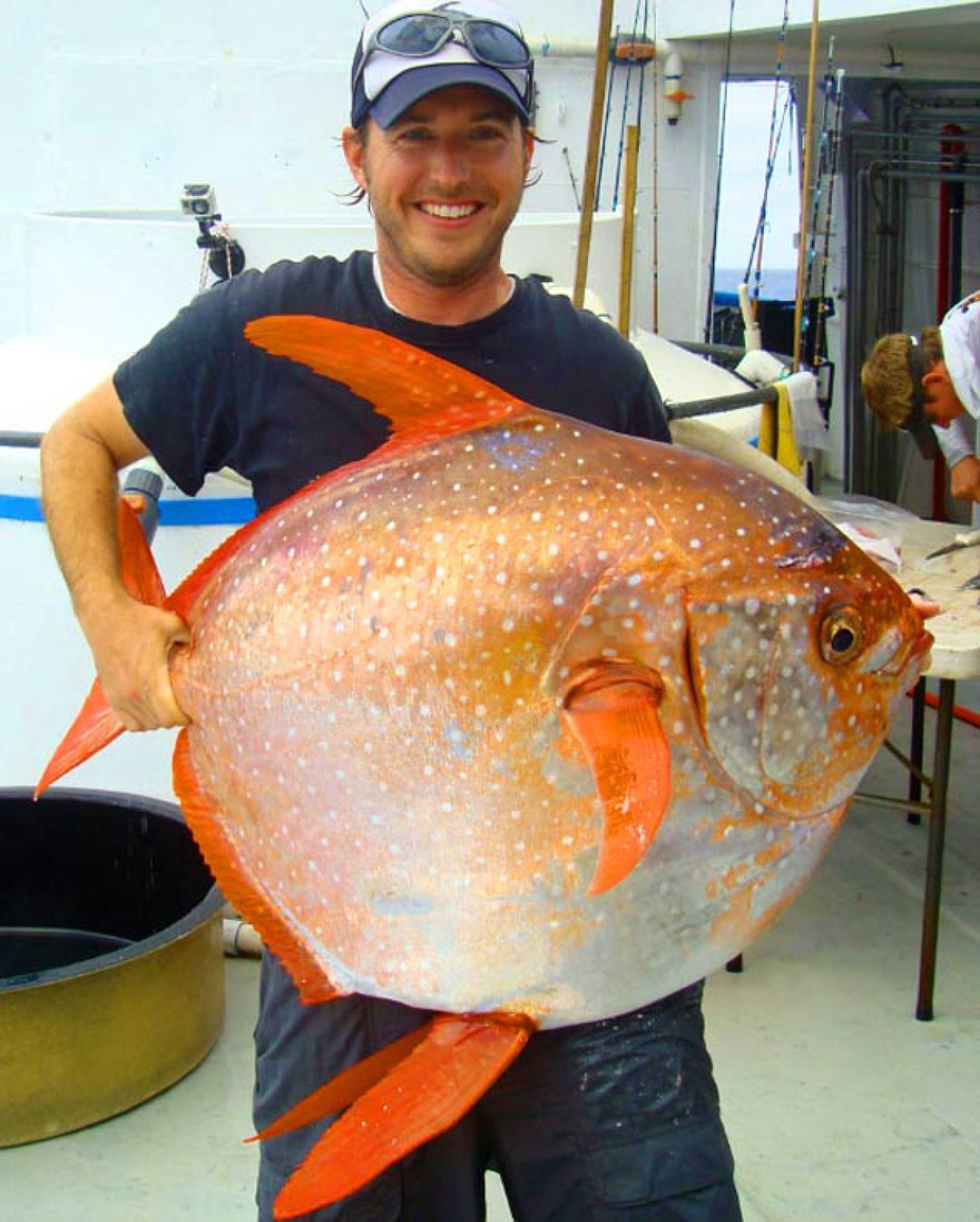
Біолог Нік Вегнер з опахом

Lampris guttatus або сонячна риба, або звичайний опах, або місячна риба (лат. Lampris guttatus Lampris guttatus), — вид променперих риб роду опах родини опахових (Lamprididae). 
Це єдиний відомий вид риб, здатний до терморегуляції, певною мірою схожою з теплокровністю птахів і ссавців. Температура тіла опахів у середньому на 5 градусів вище температури навколишнього середовища.

## Етимологія
Вид був описаний в 1788 році данським зоологом Мортеном Тране Брюннихом. Назва роду Lampris походить від дав.-гр. lampros — блискучий чи ясний, а назва виду лат. guttatus перекладається як «плямистий» і з'явилася завдяки тому, що тіло риби вкрите білими круглими плямами.

## Опис
Максимальна довжина тіла 2 м, а маса 270 кг. Тіло сильно сплющене з боків, з високою спиною. Спинна лінія рівніша, ніж черевна лінія. Ротовий отвір маленький. Короткі, беззубі щелепи можуть сильно висуватися вперед. Висунення верхнього краю рота можливе, при цьому не за допомогою нижньої щелепи (як у інших видів риб), а за допомогою ділянки верхньої щелепи.
Маленькі, вільно розташовані лусочки легко обсипаються при дотику. Спинний і анальний плавці дуже довгі, без колючих променів. Спинний плавник у передній частині набагато вище, ніж у задній. Хвостовий плавець з увігнутим заднім краєм. Грудні плавці сильні і довгі. Черевні плавці довгі. Плавальний міхур без повітряного протоку до передньої кишки. Забарвлення: спина від темно-блакитного до фіолетового; боки світліші, голубуваті; черевна сторона рожева. Шкіра риби має сильний металевий блиск (звідси назва: сонячна риба). Всі плавці червоного кольору. Основну частину їх раціону становлять кальмари і кріль , хоча вони також ловлять і дрібну рибу.

## Ареал
Поширений у всіх теплих морях, зокрема, у Східній Атлантиці і Середземному морі, на Гаваях і біля узбережжя Західної Африки.У північній частині Північного моря і поблизу Західної Норвегії реєструється в якості регулярного літнього гостя. Мешкає на глибині 100—400 м.